# Nirbi
Nirbi (Terres Baixes, apareix a les inscripcions assíries com Nirbi, Nirbu i Nirbe, i com a Niriba a la inscripció d'Urartu) fou un territori esmentat a unes inscripcions assíries, que estava situat precisament a les terres baixes al sud d'Amedi fins a la muntanya Kashiari.
Hi havia en aquesta regió una ciutat que portava el nom d'Assur, segurament construïda per Teglatfalassar II (967-935 aC) per controlar el territori. Però aquesta ciutat es va revoltar i fou arrasada per Assurnasirpal II (884-859 aC) junt amb la vila de Tuskha (Tusha). Aquesta fou reconstruïda hi ha va posar una piràmide sobre la qual la seva estàtua amb una inscripció relatant la seva conquesta del país de Nairi. Els reis d'aquest país van anar allí a portar el tribut. Quan el rei va abandonar el territori aquest es va revoltar altre cop i va haver de tornar organitzant una caça a l'home cap a les muntanyes on el rebels es refugiaven. Els assiris van buscar als fugitius a muntanyes i coves arribant fins al riu Lukia, i travessant el país de Kirhi (Kirkhi, Qurkhi) que ja havia estat sotmès anteriorment.
La inscripció ho relata així: "En aquests dies vaig destruir i cremar la terra de Nirbi i les seves poderoses fortaleses. De Nirbi em vaig retirar a la ciutat de Tuskha i altre cop la vaig ocupar i vaig enderrocar la seva fortalesa; vaig preparar el lloc, prenent les mesures per construir un nou castell, des dels fonaments al sostre, que vaig alçar i acabar; també vaig fer un palau per residència de la meva reialesa amb les portes de fusta d'iki i les parets totes de rajola del terre al sostre; vaig fer una imatge completa de la meva persona de pedra polida; vaig gravar la història de la meva gran nació i un relat de les meves conquestes que havia fet al país de Nairi, i la vaig posar a la ciutat de Tuskha; el relat estava escrit sobre la paret de pedra i allí es va quedar; llavors la gent d'Assíria que havien patit manca d'aliments en diversos llocs, i s'havien hagut de desplaçar a Rurie, els vaig portar a la ciutat i la van repoblar i la vaig fer residència reial. El blat i la civada del país de Nirbi el vaig acumular allí. La gent del país de Nirbi que havia fugit del meu braç, va tornar i va acceptar el meu jou; vaig prendre possessió de les seves millors cases i vaig sotmetre als seus notables, imposant tributs de cavalls, mules, peixos, bous, ovelles, cabres a més del que ja havia obtingut; els seus joves els vaig agafar com els meus ostatges. Mentre estava a Tuskha vaig rebre tribut del fill d'Amibaal de Bit Zamani, d'Anhite de la terra de Rurie, del fill del príncep Labduri de Dubuzi a la terra de Nirdun, i de la terra d'Urumisa de Bitani, i dels prínceps de la terra de Nairi: carros, cavalls, mules, llauna, plata, or, coure, bous, ovelles i cabres. A la terra de Nairi vaig designar un virrei. Però al meu retorn, la terra de Nairi i el país de Nirbu (Nirbi) que estava a la província de Kashiari, es van rebel·lar; les seves nou ciutats foren abandonades i es van reunir a Ispilipri, una fortalesa amb un accés difícil a la muntanya; confiaven en la seva posició a la part alta del turó, però la vaig assetjar i conquerir i al mig mateix de les muntanyes rebel vaig matar als seus guerrers; els seus cossos es van escampar per la muntanya que estava plena fins al cim. Als civil, amagats a les coves de la muntanya, els vaig agafar; les seves restes i propietats me'ls vaig emportar; als guerrers els vaig tallar el cap i vaig fer una pila amb aquests caps a la part més alta de la ciutat; als nois i a les noies joves els vaig deshonrar. Vaig passar cap a la rodalia de la ciutat de Buliyani, a la riba del riu Lukia, que vaig ocupar; en el meu trajecte vaig entrar per la força a les ciutats de la terra de Kirhi i vaig matar a molts dels seus guerrers i em vaig emportar molt de botí, cremant la ciutat en marxar
Una altra inscripció relata els fets de manera més abreujada: "Vaig matar 332 homnes de la terra de Nirbu. Els homes d'aquest país, que està al peu del mont Uira, s'havien unit i s'havien concentrat a la ciutat de Têla, la seva fortalesa; vaig sortir de Kinabu cap a Têla... En aquest temps vaig assolar les ciutats de la terra de Nirbi amb les seves poderoses muralles, i les vaig destruir, devastar i cremar. Vaig sortir de la terra de Nirbu cap a la ciutat de Tushha (Tushkha) que vaig restaurar. Quan vaig marxar a les terres de Nairi, la terra de Nirbu que està al mig de la regió del Mont Kashiari, es va revoltar; les seves 9 ciutats foren abandonades i es van reunir a la fortalesa d'Ishpilibria, i a les muntanyes properes. Vaig assaltar els cims de la muntanya i els vaig conquerir i en plena muntanya els vaig matar. Vaig conquerir les ciutats i les terres de Nirdun i Luluta, la ciutat de Dirra, i les ciutats de les terres d'Aggunu, Ulliba, Arbaki i Nirbe i vaig matar als seus habitants fent un gran botí; les ciutats les vaig destruir.
La terra de Nirbi torna a ser esmentada per Argisti I d'Urartu (785-753) que declara en una inscripció haver arrabassat a Salmanassar IV (783-773 aC) la terra de Nirbi i Dayaeni i haver assolat, saquejat i cremat tot el territori a la part nord d'Assíria fins a Palsus, a l'est del llac Urmia. Teglatfalassar III (745-727 aC) hauria recuperat Nirbi. La inscripció, en la part que hi fa referència, diu: "Vaig conquerir el país de Niriba, vaig ocupar la terra d'Urmas i vaig agafar el producte del saqueig".